# Ceracis nigropunctatus
Ceracis nigropunctatus là một loài bọ cánh cứng trong họ Ciidae. Loài này được Lawrence miêu tả khoa học năm 1967.